# Taba
Taba (arabiska: طابا) är en mindre stad på Sinaihalvön i Egypten. Staden ligger vid Aqababuktens nordligaste spets, vid gränsen mot Israel och tillhör guvernementet Sina al-Janubiyya (Södra Sinai).
Taba är den mest trafikerade gränsövergången mellan Egypten och Israel, och är en populär turistort för turister från båda länderna.